# Fortune Favors Lady Nikuko
Fortune Favors Lady Nikuko (japanisch: 漁港の肉子ちゃん Gyokō no Nikuko-chan) ist ein japanischer Anime-Film aus dem Jahr 2021, der auf dem gleichnamigen Roman von Kanako Nishi basiert. Er wurde von Studio 4°C produziert und von Ayumu Watanabe inszeniert. Er wurde in mehrere Sprachen übersetzt und erschien 2022 auch auf Deutsch.

## Inhalt
Nikuko-chans Leben ist geprägt von Enttäuschungen. Die lebenslustige, aber leider sehr naive Frau wurde des Öfteren von ihren Lebenspartnern betrogen und teilweise auch auf einem Schuldenberg sitzen gelassen. Allerdings versucht sie weiterhin positiv durchs Leben zu gehen und ist stets bemüht, die Schulden abzuzahlen. Jedes Mal nimmt sie sich aufs neue vor, nicht mehr auf zwielichtige Männer reinzufallen. Eines Tages lernt sie einen Schriftsteller kennen, in den sie sich verliebt. Er betrügt sie im Gegensatz zu ihren letzten Partnern nicht, dennoch lebt er auf ihre Kosten und schreibt nicht eine Zeile. Als er eines Tages spurlos verschwindet, macht Nikuko-chan sich gemeinsam mit ihrer Tochter Kikuko auf die Suche nach ihm, leider vergebens. Sie beschließen, in dem Fischerdorf zu bleiben, in dem sie zuletzt nach dem Schriftsteller gesucht haben.
Nikuko-chan nimmt einen Job in einem Restaurant an, und Kikuko geht wie jedes andere elfjährige Mädchen in diesem Dorf zur Schule. Die beiden dürfen auf dem Boot des Restaurant-Besitzers wohnen.
Kikuko findet erste Freunde in der Schule und fängt an, sich für den Jungen Ninomiya zu interessieren. Er verzieht ständig das Gesicht, wenn niemand hinsieht, und Kikuko lässt ihn nicht aus den Augen. Die beiden freunden sich an. Eines Tages bekommt das junge Mädchen Schmerzen im Bauchbereich, versucht sich aber nichts anmerken zu lassen. Letzten Endes bricht sie zusammen und findet sich im Krankenhaus wieder. Sie hatte eine Blinddarmentzündung. Nikuko-chan ist ganz aufgelöst und gibt alles, damit es ihrer Tochter wieder besser geht. Als die beiden allein im Krankenzimmer sind, gesteht Kikuko ihr, dass sie schon seit längerem weiß, dass Nikuko-chan nicht ihre leibliche Mutter ist, da sie sich überhaupt nicht ähnlich sehen. Außerdem habe sie schon vor einiger Zeit ein Bild gefunden, auf dem eine Frau abgebildet ist, die genauso aussieht wie sie.
Nikuko-chan gesteht daraufhin, dass sie früher einmal eine beste Freundin hatte. Diese wurde schwanger und brachte Kikuko zur Welt. Als Nikuko-chan eines Tages nach Hause in die gemeinsame WG kam, war nur noch das Baby da, zusammen mit etwas Muttermilch und einem Brief, in dem stand: „Bitte kümmere dich gut um sie.“
Nikuko-chan erzählt ihrer Ziehtochter, dass Miu, so heißt ihre richtige Mutter, immer wieder anruft, um zu hören, wie es ihrer Tochter geht. Sie war damals noch sehr jung und überfordert mit einem Baby, aber sie liebt sie nach wie vor. Kikuko entscheidet sich jedoch, weiterhin bei Nikuko-chan wohnen zu bleiben, da sie sie unglaublich lieb hat und ihr dankbar für alles ist, was sie für sie getan hat.

## Produktion und Veröffentlichung
Der Anime basiert auf einem Roman Kanako Nishi aus dem Jahr 2014. Regie führte Ayumu Watanabe, während Satomu Ooshima das Drehbuch schrieb. Die Produktion wurde bei Studio 4°C umgesetzt. Das Charakterdesign entwarf Kenichi Konishi und die Animationsarbeiten leitete Sanma Akashiya. Für den Ton war Koji Kasamatsu verantwortlich und die künstlerische Leitung lag bei Shinji Kimura. Die Musik komponierte Takatsugu Muramatsu.
Der Film wurde in Japan am 11. Juni 2021 in die Kinos gebracht. Die deutsche Film-Version wurde von Peppermint Anime veröffentlicht. Seit dem 1. Dezember 2022 ist der Anime mit deutscher Synchronisation auf DVD und im Stream erhältlich. In Nordamerika wurde er von GKIDS lizenziert, die den Film am 3. Juni 2022 in den Kinos der Region zeigten, am 19. Juli 2022 wurde er dort auf DVD und Blu-Ray veröffentlicht. Außerdem erschienen spanische und italienische Fassungen.

### Synchronisation
Die Synchronisation entstand im Tonwerk München. Dialogbuch und Dialogregie übernahm Marie-Jeanne Widera.
| Rolle       | japanischer Sprecher (Seiyū) | deutsche Sprecher            |
| ----------- | ---------------------------- | ---------------------------- |
| Kikuko      | Cocomi                       | Anna Ewelina                 |
| Nikuko-chan | Shinobu Otake                | Carolin Hartmann             |
| Maria-chan  | Izumi Ishii                  | Patricia Strasburger         |
| Ninomiya    | Natsuki Hanae                | Tobias John von Freyend      |
| Sassan      | Ikuji Nakamura               | Dieter Memel                 |
| Zenji       | Atsushi Yamanishi            | Andreas Borcherding          |
| Dalicia     | Matsuko Deluxe               | Nicole Belstler-Boettcher    |
| Miu         | Riho Yoshioka                | Angela Wiederhut             |
| Kanemoto    | Rena Motomura                | Marie-Jeanne Widera          |
| Mori        | -                            | Eleni Möller-Architektonidou |
| Matsumoto   | Hiro Shimono                 | Mio Lechenmayr               |
| Sakurai     | -                            | Leonard Rosemann             |
| Hozumi      | Koko Ueno                    | Amira Leisner                |
| Risa        | Saaya Haraguchi              | Angelina Markiefka           |